# الخدمة التطوعية متحف الارميتاج
خدمة التطوع الإرميتاج متحف الإرميتاج في سان بطرسبرغ روسيا هي منظمة للمتطوعين تساعد في تشغيل متحف الارميتاج. البرنامج يقدم المعونة للإرميتاج في أنشطتها الداخلية والخارجية ووظائف كوجود صلة غير رسمية بين موظفي المتحف والجمهور، وإتاحة معرفة الخبراء في المتحف للمجتمع بصورة عامة. تساعد المتطوعين في تطوير المشاريع التي تعكس الأهداف الشخصية الخاصة والمصالح فيما يتعلق بالمتحف.

## أهدافها
المهمة الرئيسية للخدمة التطوعية هي تعريف الشباب بالثقافة العالمية والتراث من خلال التواصل مع مجموعات الإرميتاج الدولية، ويهدف البرنامج التطوعي لمساعدة الأجيال الشابة في تفهم قيمة التقاليد وغرس الشعور بالمسؤولية للمحافظة عليها. خدمة التطوع تشمل الطلبة الشباب من كلا الجنسين في مختلف المشاريع الثقافية التي ترتبط ارتباطاً مباشرا بمختلف أنشطة المتاحف.

## تاريخ الخدمة التطوعية
قبل الاحتفال بالذكرى ال 300 لتأسيس سانت بطرسبرغ بوقت قليل، قامت إدارة الإرميتاج والممثلة في ميخائيل كوزوخوفسكيج باقتراح لإنشاء خدمة تطوعية للمساعدة في تنظيم أنشطة تريسينتينيال، وبدأ في نفس الوقت البحث عن الأفراد ذوي الخبرة في إنشاء برامج للتربية وذلك لكونها جزءاً من هذا المشروع. نظرًا لخبرته فالأمر تمكن الإرميتاج من اختيار 150 فرداً على استعداد للمساعدة. في 23 مايو 2003 دخلت في الصومعة للمرة الأولى مجموعة من المتطوعين بالزي الأحمر وكانوا على أتم الاستعداد لتقديم المساعدة بأي طريقة ممكنة، وتم تعيين كوزوكوفسكيج على رأس هذه «الخدمة التطوعية» والتي كانت لا تزال في مراحلها الأولى، إنشاء البرنامج العديد من المشاريع بالتعاون مع الإدارات المختلفة للصومعة، مما سمح للمتطوعين ان يصبحوا جزءاً لا يتجزأ من موظفي المتحف.

## الفريق
البرنامج في حالة تجديد مستمر وذلك من خلال تدفق المتطوعين الجدد من الطلاب والعمال والروس والأجانب، صغارا وكبارا، وذلك للعمل على تحسين عام الإرميتاج. حالياً يشارك المتطوعين من كافة أنحاء العالم في البرنامج بما في ذلك روسيا، سويسرا، الولايات المتحدة، ألمانيا وفرنسا، وإسبانيا، إيطاليا، بولندا، رومانيا، تركيا، مصر ولبنان، والبرازيل، والبلدان الأخرى. كل متطوع يخصص وقت للبرنامج وفقا للجداول الزمنية والمهارات الفردية، وهي تشمل اللغويين، ومؤرخي الفن، والصحفيين، والمدرسين، وعلماء الكمبيوتر، والأفراد من أصحاب المهن الأخرى ليست بالضرورة مرتبطة بالمجال الثقافي، على سبيل المثال: الخدمة التطوعية تشمل سائق حافلة والفنانين. بعد ترك المتطوعين للخدمة في الإرميتاج الخدمة، بقي العديد منهم على اتصال مع البرنامج وأعضائه الآخرين، وبهذه الطريقة أنشأ البرنامج التطوعي شبكة دولية واسعة النطاق.

## الجوائز
في 23 نوفمبر 2013 نظمت الحكومة متمثلة في مجلس سانت بطرسبرغ «السياسة الشباب» احتفال تكريميا لبرنامج المتطوعين في متحف الإرميتاج، وأقيم في بهو المتحف، وكان الهدف الرئيسي للاحتفال تعزيز حركة المتطوعين الشباب في المتحف، ورفع مستوى الوعي للمتطوعين في الأنشطة والمشاريع بين المواطنين والسلطات والشركات. ومنحت الدرجات الفخرية والجوائز للأفضل من بين 150 منظمة مشاركة في المنافسة، منحت جوائز للأكثر فعالية من متطوعي البرنامج ومنحت دبلوم فخري وتمثال من البرونز إلى منسق البرنامج التطوعي ميخائيل كوزوخوفسكيج.

## الأنشطة
وفيما يلي بعض الأمثلة عن الأنشطة التي قد يشارك فيها أعضاء برنامج:
- الاستقبال والأمن والترحيب ومساعدة زوار الإرميتاج، والتحقق من التذاكر وتقديم المعلومات.
- مساعدة مع المشاريع العلمية: كتابة قوائم جرد المتحف، إعادة الحفظ والحفريات الأثرية، والتصنيف وإدارة التحف المخزنة.
- إعداد منشورات المتحف والمراسلات.
- تطوير تكنولوجيا الاتصالات الجديدة وإنشاء تصاميم لمشاريع متعددة الوسائط.
- المساعدة على تنظيم الحلقات الدراسية والمؤتمرات الدولية.
- أعمال الترجمة.
- تدريس اللغات الأجنبية، وإنشاء مجموعات المحادثة.
- المساعدة في نقل القطع الأثرية والمعارض.

## المشاريع
«لماذا التراث العالمي والشباب» هو المشروع الرئيسي «الخدمة التطوعية»، وهدفها الرئيسي التركيز على أهمية التراث ويشمل هذا المشروع المتطوعين في مختلف البرامج والمؤتمرات بشأن الحفاظ على التراث الثقافي، ومن الأمثلة على هذا النوع من القضايا التي يعالجها المشروع هو النقاش بشأن بناء مركز أوختا، أحد مشاريع البناء المقترحة في سانت بطرسبرغ. وكان للعديد من المتطوعين رد فعل سلبي لاحتمالية بناءه، وشددوا على أهمية الحفاظ على المركز التاريخي في سان بطرسبرغ، وشارك البرنامج بنشاط في المناقشات المحيطة بهذا المشروع المثير للجدل. وكانت الجامعة الصيفية لمتحف الإرميتاج هو نتيجة مباشرة لهذا المشروع منذ 2009، نظّمت «دائرة متطوعي» الجامعة الصيفية كل تموز/ يوليو بالتعاون مع الشركة الروسية (Rosatom)، ويأتي الطلاب غالباً من المناطق النائية في روسيا، مدعوون للمشاركة في سلسلة من الأحداث والأنشطة المصممة لتثقيفهم حول التراث الثقافي. الجامعة الصيفية للكثير منهم هي الفرصة الأولى لاكتشاف واستكشاف مفهوم التراث الثقافي، وخدمة التطوع تنظم أنشطة مختلفة بالتزامن مع هذا البرنامج.

## مشروع روبشا
وكان مشروع روبشا هو أول مشروع تم إنشاؤها بواسطة 'الخدمة التطوعية'. مدينة روبشا، الواقعة جنوب غربي مدينة سانت بطرسبرغ، هو موقع أحد القصور المدرجة في 'قائمة التراث العالمي' لليونسكو. وشارك متطوعي الارميتاج في حملة لوقف تدمير هذا النصب. فبدأت بجمع المعلومات حول الموقع، وثم إنشاء أرشيف. وشمل المشروع إقامة 'متحف شجرة عيد الميلاد' في موقع القصر، مما يساعد أطفال المدينة على فهم هذا التقليد بالعطلة التي تكاد تكون عالمية.

## مسابقات وألعاب
كل سنة تقوم 'خدمة التطوع' بتنظيم الألعاب والأنشطة الترفيهية والتي تهدف إلى تقديم تاريخ العالم على مستوى يسهل على الأطفال فهمه. فكل لعبة تركز على جانب معين من التاريخ، والتراث الثقافي، والتقاليد. في شباط/فبراير 2009 قامت الخدمة بإنشاء لعبة تسمى 'اليوم' من السكيثيين حول ثقافة بازيريك القديمة.
كما تنظم الدائرة المسابقات التعليمية المتقدمة من خلال التعاون مع المدارس كجزء من برامجها الأكاديمية. مختلف إدارات الإرميتاج تشارك في هذا النوع من النشاط. تنظم الدائرة في بداية فصل الشتاء، من كل عام مسابقة علوم كمبيوتر لتشجيع الأطفال على استخدام التكنولوجيا الحديثة ومساعدتهم على اكتشاف المزيد عن تاريخ وثقافة الشعوب القديمة. مسابقة 'على عتبة اكتشاف' حول الحضارة سيبيريا، نظمت في كانون الأول/ديسمبر 2010، وكانت متاحة لجميع أطفال المدارس الأوروبية.
كجزء من احتفال يوم أوروبا على نطاق المدينة، نظمت برنامج اكتشاف أوروبا بدعم من الاتحاد الأوروبي، والقنصليات العامة، والمراكز الثقافية في الاتحاد الأوروبي. في عام 2013، أحاط المتحف اهتماماً بالشواغل البيئية، وتوجيه المشاركين من جميع الإعمار للأعمال الفنية المعنية وبالمثل.
- اكتشاف أوروبا بك في الأرميتاج، سبتمبر 2012
- القطط - الكبيرة والصغيرة، أبريل 2012.
- قبل 9 أيام من لوائح من سبتمبر، ديسمبر 2011.
- حظيرة للسيارات نيكولاس الثاني في قصر الشتاء، ديسمبر 2011
- على عتبة ديسكفري، ديسمبر 2010.
- على درب من الآلهة الأولمبية، أبريل 2010.
- ألعاب المتطوعين، ديسمبر 2009.
- في يوم من محشوش، أبريل 2009.
- العصر الجليدي، ديسمبر 2008.
- التطور، ديسمبر 2008

## البعثات الأثرية
وتشارك خدمة التطوع في الإرميتاج الدولة في بعثات أثرية منذ عام 2012. وكان منها استكشاف الجزء الشمالي الغربي من روسيا في صيف عام 2013، وتم من خلالها دعم المتطوعين لعالمة الآثار العاملة في مجالات لاندماركيد ساموستجي الثاني (موسكو أوبلاست)، سمولينسك أوبلاست وبسكو. اشتمل المشروع اشتمل المشروع في البحث عن حفريات على الأرض وتحت الماء ايضاً وفيها تم الاستعانة بغواصين للبحوث الثرية الفنية ذاتها.
ويهدف إلى حفظ بقايا من قرى العصر الحجري وأجزاء من المباني والمنازل ومنشآت الصيد وكان مهمة المتطوعين الرئيسية وضع اللمسات الأخيرة على تنظيف المشغولات الحرفية، فضلا عن المشاركة في استعادة الوثائق، وإنشاء قاعدة بيانات إلكترونية.

## وصلات خارجية
- الموقع الرسمي
- The Hermitage Museum
- The Project WHY
- The Rosatom and the Volunteer Service